# Rotterdam (Nueva York)
Rotterdam es un pueblo ubicado en el condado de Schenectady en el estado estadounidense de Nueva York. En el año 2000 tenía una población de 28,316 habitantes y una densidad poblacional de 304 personas por km².

## Geografía
Rotterdam se encuentra ubicado en las coordenadas 42°47′12″N 74°58′15″O / 42.78667, -74.97083.

## Demografía
Según la Oficina del Censo en 2000 los ingresos medios por hogar en la localidad eran de $46,267, y los ingresos medios por familia eran $54,542. Los hombres tenían unos ingresos medios de $37,536 frente a los $27,527 para las mujeres. La renta per cápita para la localidad era de $21,457. Alrededor del 4.5% de la población estaban por debajo del umbral de pobreza.